# جورج أغار
جورج أغار (بالإنجليزية: George Agar)‏ هو لاعب دوري الرغبي أسترالي، ولد في 7 أكتوبر 1902 في سيدني في أستراليا، وتوفي في 17 يوليو 1966 في Roseville, New South Wales ‏ في أستراليا.